# .qa
.qa ist die länderspezifische Top-Level-Domain (ccTLD) von Katar. Sie wurde am 12. Juni 1996 eingeführt und wurde zunächst von der Qatar Telecom verwaltet. Seit 2010 ist die staatlichen Informations- und Kommunikationsbehörde (The Supreme Council of Information and Communication Technology, kurz ictQATAR) für .qa zuständig. Diese Top-Level-Domain ist auch in arabischer Schrift .قطر verfügbar.

## Eigenschaften
Insgesamt darf eine .qa-Domain zwischen zwei und 63 Zeichen lang sein. Seit Herbst 2011 kann jede natürliche oder juristische Person weltweit eine .qa-Domain anmelden, ein Wohnsitz oder eine Niederlassung im Emirat sind nicht erforderlich. Im Gegensatz zu anderen länderspezifischen Top-Level-Domains schränkt die Vergabestelle allerdings den Handel von .qa-Domains ein, ihr Verkauf ist nicht zulässig und kann zur Aberkennung der Adresse führen. 2011 wurde seitens der Vergabestelle ebenfalls das Schiedsgericht der World Intellectual Property Organisation anerkannt, sodass Streitigkeiten um .qa-Domains dort geklärt werden können. Das gilt sowohl für .qa, als auch die arabische Variante.

## Sicherheit
Im Oktober 2013 gelang einem Angreifer ein DNS-Hijacking, bei dem die DNS-Einträge mehrerer hochkarätigter .qa-Domains auf falsche Server umgelenkt wurden.